# Estación de Boisleux
La estación de Boisleux es una estación ferroviaria francesa, de la línea férrea París-Lille, situada en la comuna de Boisleux-au-Mont, en el departamento de Paso de Calais. Por ella transitan únicamente trenes regionales.

## Situación ferroviaria
La estación se encuentra en el punto kilométrico 183,056 de la línea férrea París-Lille. 

## Historia
Fue inaugurada en la segunda mitad del siglo XIX por parte de la Compañía de ferrocarriles del Norte. En 1937, pasó a ser explotada por la SNCF. El 19 de junio de 1957 un descarrilamiento causó 11 muertos.

## La estación
La estación se compone de dos andenes laterales y de dos vías.

## Servicios ferroviarios

### Regionales
- Línea Achiet - Béthune.